# Necrofagie

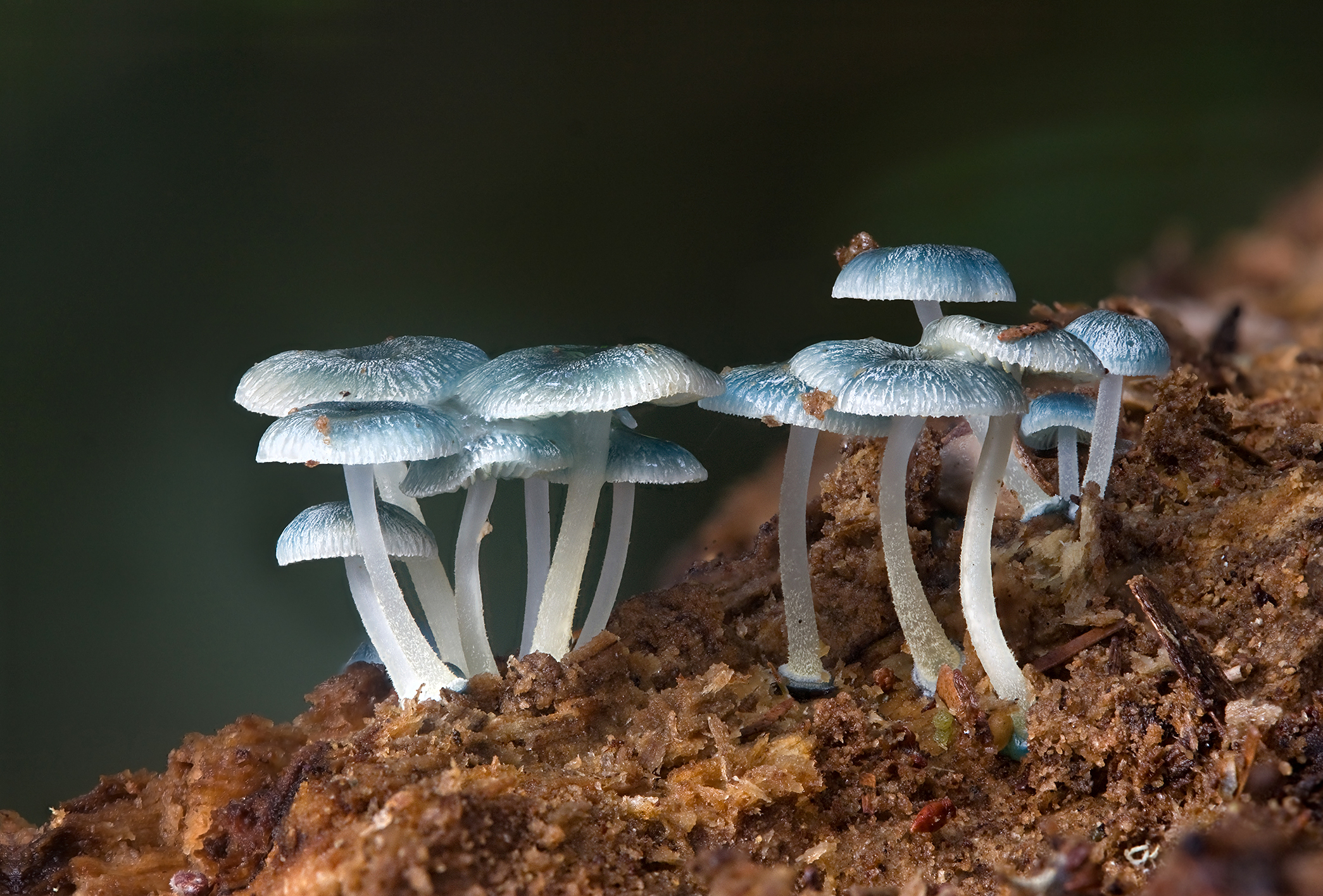
Schimmels zijn de belangrijkste ontbinders in de meeste omgevingen, hier afgebeeld is de Mycena interrupta.

Necrofagen zijn organismen die voedingsstoffen verkrijgen door het ontbinden van dode dierlijke biomassa. De term is afgeleid van het Griekse nekros, wat 'dood' betekent, en phagein, wat 'eten' betekent. 